# Euceropsylla cayeyensis
Euceropsylla cayeyensis är en insektsart som först beskrevs av Caldwell 1942.  Euceropsylla cayeyensis ingår i släktet Euceropsylla och familjen rundbladloppor. Inga underarter finns listade i Catalogue of Life.